# David Lynch
Pour les articles homonymes, voir Lynch.
David Lynch [ˈdeɪvɪd lɪnt͡ʃ ], né le 20 janvier 1946 à Missoula (Montana) et mort le 16 janvier 2025 à Los Angeles (Californie), est un cinéaste, scénariste, photographe, musicien et peintre américain.
Il est l'auteur de dix longs métrages sortis entre 1977 et 2006, ainsi que d'une série télévisée notable, Twin Peaks, initialement sortie en 1990-1991 et prolongée en 2017. Nommé aux Oscars du cinéma comme meilleur réalisateur pour Elephant Man (1980), Blue Velvet (1986) et Mulholland Drive (2001), il a reçu la Palme d'or au Festival de Cannes en 1990 pour Sailor et Lula et un Lion d'or d'honneur à la Mostra de Venise en 2006.
Son style novateur et surréaliste, parfois qualifié de « lynchien », est devenu reconnaissable pour de nombreux spectateurs et critiques. Il se caractérise par son imagerie onirique et sa conception sonore méticuleuse. L'imagerie parfois violente de ses films lui confère la réputation de « déranger, d'offenser ou de mystifier » son public. David Lynch porte un regard sombre et halluciné sur la réalité humaine inquiétante qui se dissimule derrière le vernis social, au sein des petites bourgades américaines (dans Blue Velvet ou Twin Peaks) ou de Los Angeles (dans Lost Highway ou Mulholland Drive).
Il donne par la suite de nouvelles orientations à sa carrière artistique, se faisant connaître comme peintre, photographe, musicien, designer ou vidéaste web.
À partir de la création de sa fondation David-Lynch en 2005, il s'engage dans la promotion de la méditation transcendantale pour aider les populations dites « à risque ».
La critique de cinéma Pauline Kael le qualifie de « premier surréaliste populaire » ; en 2007, un panel de critiques réunis par The Guardian le place en tête d'une liste de 40 réalisateurs, tandis que le site AllMovie le définit comme « l'homme-orchestre du cinéma américain moderne ».

## Biographie

### Origine et jeunesse

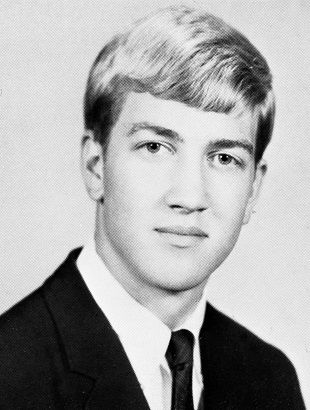
David Lynch en 1964, l’année de ses 18 ans.

David Keith Lynch naît à Missoula, dans l'État du Montana, le 20 janvier 1946. Son père, Donald Walton Lynch (1915-2007), est chercheur pour le département de l'Agriculture des États-Unis (USDA), et sa mère, Edwina « Sunny » Lynch née Sundholm (1919-2004), est professeure d'anglais. Deux des arrière-grands-parents maternels de Lynch étaient des immigrants finno-suédois arrivés aux États-Unis au XIXe siècle. Les Lynch déménagent souvent au gré des mutations du père. Ainsi, la famille s'installe à Sandpoint, dans l'Idaho, quand David est âgé de deux mois. Deux ans plus tard, après la naissance de son frère John, la famille repart pour Spokane, Washington, où naît une petite sœur, Martha. La fratrie reçoit une éducation presbytérienne,. La famille poursuit ensuite ses déplacements à Durham en Caroline du Nord, à Boise en Idaho et à Alexandria en Virginie. Le jeune David s'adapte relativement facilement à cette vie itinérante, et n'a généralement aucun problème à se faire des amis dans chaque nouvelle école. Il déclare au sujet de son enfance :

« Enfant, je trouvais le monde tout à fait fantastique. Bien sûr, j'avais les craintes habituelles, comme aller à l'école… pour moi, à l'époque, l'école était un crime contre les jeunes. Elle détruisait les graines de la liberté. Les professeurs n'encourageaient ni la connaissance ni une attitude positive »

David Lynch rejoint les Boy Scouts, où il atteint le grade d'Eagle Scout. C'est à ce titre qu'il est présent avec d'autres Boy Scouts à l'extérieur de la Maison-Blanche lors de l'investiture du président John F. Kennedy, le jour du quinzième anniversaire de Lynch. Lynch s'intéresse à la peinture et au dessin dès son plus jeune âge, et commence à penser en faire son métier lorsqu'il vit en Virginie, où le père de l'un de ses amis est peintre professionnel.
À l'école Francis C. Hammond d'Alexandria, Lynch n'a pas de très bons résultats, montrant peu d'intérêt pour le travail scolaire. Il est apprécié des autres élèves. À l'université, il commence des études de peinture à la Corcoran School of the Arts and Design (en) de Washington, DC, avant de partir en 1964 pour la School of the Museum of Fine Arts at Tufts (en) à Boston, où il partage sa chambre avec le musicien Peter Wolf,. Il quitte l'école au bout d'un an seulement : « Je n'ai pas DU TOUT été inspiré par cet endroit. ». Avec son ami Jack Fisk, il voyage en Europe pour les trois années qui suivent, en vue de se perfectionner : ils souhaitent se former auprès du peintre expressionniste autrichien Oskar Kokoschka, mais à leur arrivée à Salzbourg, celui-ci n'est pas disponible ; déçus, ils retournent aux États-Unis, leur séjour en Europe n'ayant duré que deux semaines.

### Débuts à Philadelphie et courts métrages
De retour aux États-Unis, il s'installe à Philadelphie et s'inscrit en 1965 à l'Académie des Beaux-Arts de Pennsylvanie. Il préfère cette université à sa précédente école de Boston : « À Philadelphie, il y avait de grands peintres, et tout le monde s'influençait mutuellement, c'était une belle époque. »
Il entame une relation avec une camarade d'études, Peggy Reavey, qu'il épouse en 1967. L'année suivante, Peggy donne naissance à une fille, Jennifer. La famille déménage pour Fairmount, dans la banlieue de Philadelphie. Pour subvenir aux besoins de la famille, Lynch travaille dans l'impression de gravures. À l'Académie de Pennsylvanie, il conçoit l'idée de donner du mouvement à ses peintures et réalise son premier court-métrage, Six Figures Getting Sick (1967). Il passe le film en boucle à l'exposition annuelle de fin d'année de l'Académie, où il partage le premier prix.

À la suite d'une commande d'un camarade de classe, il expérimente un mélange d'animation et de direct avec le court métrage de quatre minutes The Alphabet (1968). Ayant appris que l'American Film Institute accorde des subventions aux cinéastes qui étayaient leur candidature avec une œuvre antérieure et un scénario pour un nouveau projet, Lynch envoie une copie de The Alphabet avec un scénario écrit pour un nouveau court métrage qui serait presque entièrement filmé en direct, The Grandmother, pour lequel l'institut lui accorde un financement. Les figurants sont des proches de Lynch, à son travail et à l'université, et les décors sa propre maison. The Grandmother dépeint un enfant délaissé qui « fait pousser » une grand-mère à partir d'une graine pour prendre soin de lui. Selon les critiques de cinéma Michelle Le Blanc et Colin Odell : 

« ce film est une véritable bizarrerie mais contient la plupart des thèmes et idées qui surgiront dans son œuvre ultérieure, et montre une remarquable maîtrise du média. »

### Révélation et consécration (années 1980)

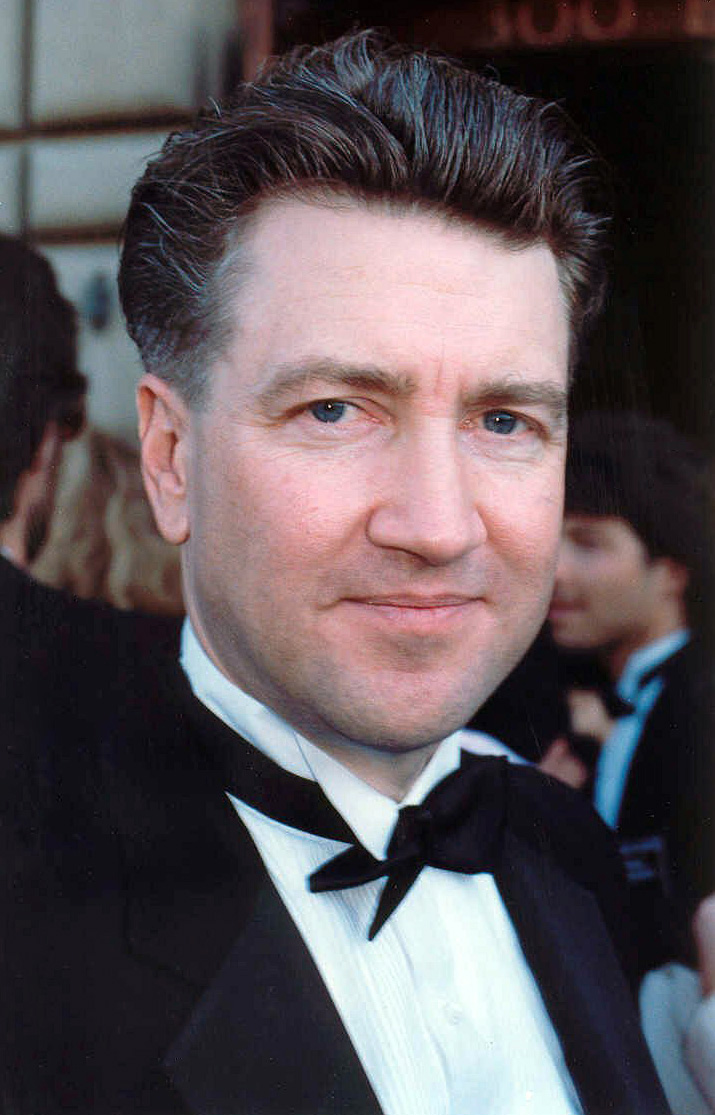
David Lynch à la 42e cérémonie des Emmy Awards en 1990, où il est nommé pour Twin Peaks.

Après ces premiers essais, David Lynch, toujours étudiant aux Beaux-arts et se destinant à être peintre, poursuit diverses expérimentations cinématographiques qui aboutissent à Eraserhead. Il reçoit initialement, en 1973, une bourse de 10 000 dollars de l'American Film Institute, mais la bourse est retirée après le visionnage des premières scènes par les producteurs. Le reste du tournage est autoproduit, et s'étale sur les quatre années qui suivent, pour une sortie en 1977.
Après avoir vu le film, Mel Brooks confie à Lynch la réalisation d’Elephant Man (1980), inspiré de la vie de Joseph Merrick. Le film, tourné également en noir et blanc, mêle réalisme et symbolisme et rend hommage au cinéma expressionniste. Il remporte le Grand Prix du Festival d'Avoriaz et le César du meilleur film étranger. Par ailleurs, il apporte la notoriété à son metteur en scène.
Impressionnée par ce premier succès, Raffaella De Laurentiis convainc son père Dino d'engager Lynch comme réalisateur de la superproduction Dune (1984), adaptée de l'œuvre de Frank Herbert. Pour ce film de science-fiction, très coûteux et complexe, l'accueil critique et public est mitigé et le réalisateur renie ce film dont il n'a pas réussi à avoir le final cut.
Lynch renoue avec le succès en 1986 grâce à Blue Velvet, Grand Prix du Festival d'Avoriaz, thriller à l'ambiance érotique et malsaine avec notamment Kyle MacLachlan, Dennis Hopper, Isabella Rossellini et Dean Stockwell. Il s'agit d'un projet écrit avant Dune, que Dino De Laurentiis s'était engagé contractuellement à financer et qui dispose d'un budget assez modeste de 5 millions de dollars. Durant le tournage, Lynch noue une relation amoureuse qui dure quatre ans avec Isabella Rossellini, l'actrice principale.
Son film suivant, Sailor et Lula (Wild at Heart, 1990), qui raconte l'histoire de deux amants en fuite interprétés par Nicolas Cage et Laura Dern, mêle conte, ultra-violence, road movie, polar, film d'aventures et comédie musicale et vaut au cinéaste la Palme d'or du 43e Festival de Cannes.

### Série télévisée et collaborations européennes (années 1990-2000)
En 1989, David Lynch crée, avec le scénariste Mark Frost, la série Twin Peaks. Diffusée de 1990 à 1991 sur ABC, la série deviendra rapidement culte en mêlant le fantastique, le drame et le thriller sur fond d'un crime dans une ville mystérieuse. Même si elle est sélectionnée plusieurs fois aux Emmy Awards, la série sera déprogrammée au bout de deux saisons pour des audiences en baisse, laissant la série sur un cliffhanger.
Durant les années 1990, Lynch se sent isolé en tant que créateur dans le système hollywoodien : il n'oublie pas combien la production de Dune a été difficile et il souffre de devoir toujours négocier très longuement son autonomie financière et artistique. Grâce à Pierre Edelman, il signe un contrat en France pour réaliser trois films, à partir de Twin Peaks: Fire Walk with Me. Il est mis en relation avec le producteur Alain Sarde et par la suite avec StudioCanal. Dès lors, ses films sont majoritairement financés par des maisons de production françaises et par sa propre société, Asymmetrical Productions,.

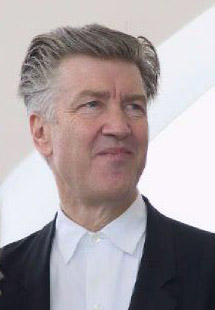
Le cinéaste au Festival de Cannes 2001, pour Mulholland Drive.

Une histoire vraie (The Straight Story, 1999), qui narre la traversée du territoire américain en tondeuse à gazon par un vieil homme, marque une rupture avec ses œuvres précédentes. Voulu épuré et sobre, le film, dont le scénario est coécrit par son épouse Mary Sweeney, est plus apaisé et presque optimiste.
En 2000, David Lynch crée un studio, avec en projet, une école de cinéma, à Łódź et y réalise des photographies d'usines et de femmes qui sont exposées à Paris en 2004.
En 2001 sort Mulholland Drive. Avec ce film qui revient à son esthétique et ses expérimentations habituelles, Lynch reçoit les louanges de la critique, le prix de la mise en scène à Cannes et le César du meilleur film étranger. Lors de la production, il aurait poussé assez loin le « culte du secret » : il aurait refusé de donner des informations à ses producteurs sur le film et la rumeur affirme qu'il leur aurait fait parvenir un scénario sous scellés, voué à être détruit après le tournage. Il aurait considéré à l'époque son producteur français Studiocanal, également chargé de la vente internationale de ses œuvres, comme « un sponsor qui lui passerait tout. » Le film est un succès, atteignant les 20 millions de dollars de recettes.
En 2002, David Lynch préside le jury du 55e festival de Cannes qui attribue la Palme d'or au Pianiste de Roman Polanski,.
Inland Empire, sorti en France le 7 février 2007, tourné entre Łódź en Pologne et les États-Unis, est une coproduction franco-polonaise et américaine. Lynch a poussé sa volonté d'indépendance au point de ne communiquer à ses producteurs ni le scénario, ni le budget réel, ni le plan de tournage. Le réalisateur s'isole totalement avec ses acteurs et son épouse et monteuse, Mary Sweeney. Lorsque StudioCanal découvre le film, la déception est grande. Inland Empire est considéré comme trop bizarre, incompréhensible et « invendable. » Le film, qui reçoit un accueil critique contrasté, ne rapporte que 4 millions de dollars (cinq fois moins que Mulholland Drive, son film précédent). Très affecté par cet échec public, le réalisateur s'éloigne du cinéma.
Depuis le 1er juin 2009, il publie sur son site internet une série d'interviews d'Américains moyens, croisés lors d’un voyage dans tous les États-Unis. Il produit ces courts métrages de trois à cinq minutes réalisés par son fils Austin Lynch.

### Dernières années
En 2011, il cherche à réaliser Ronnie Rocket, d'après un ancien scénario écrit après Eraserhead racontant l'enquête, dans les années 1950, sur l'enlèvement d'un nain rockeur dans une ville industrielle. Le projet, qui devait être produit par Pierre Edelman et Alain Sarde, n'a pas trouvé les financements nécessaires. Son devis se serait élevé à plus de 25 millions d'euros et le cinéaste aurait refusé de faire la moindre concession sur ses choix artistiques.
Mais c'est avec la télévision qu'il revient à la réalisation. Il travaille dès 2015 à la suite, tant réclamée par les fans de la série culte Twin Peaks. Produite en 2016, elle est diffusée début 2017 sur Showtime. Les 18 épisodes de la saison 3 seront tous réalisés par Lynch et écrits en collaboration avec Mark Frost.
Il était prévu que David Lynch tourne en mai 2021 une série, Wisteria, mais le projet ne s'est pas fait,,,. Quant à un nouveau film qui devait être présenté au festival de Cannes 2022, David Lynch assure en avril dans une interview au magazine Entertainment Weekly qu'il n'a aucun film de prévu et qu'il s'agit d'une rumeur.
Il joue le rôle du réalisateur John Ford dans le film de Steven Spielberg The Fabelmans.
En août 2024, il révèle qu'il souffre d'emphysème ; il souhaite cependant poursuivre la mise en scène de films et séries, :

« Oui, je souffre d'emphysème à cause de mes nombreuses années de tabagisme. Je dois dire que j'ai beaucoup aimé fumer et j'adore le tabac – son odeur, allumer des cigarettes, les fumer –, mais il y a un prix à payer pour ce plaisir et ce prix, pour moi, c'est l'emphysème. »

En raison de sa maladie, David Lynch ne marche que sur une courte distance avant de manquer d'oxygène.

### Vie privée
David Lynch a quatre enfants de différentes unions.
Il épouse la peintre Peggy Reavey en janvier 1968, de cette union naît la réalisatrice Jennifer Lynch, en avril de la même année. Le couple divorce en 1974.
De 1977 à 1987, il est marié avec Mary Fisk et ils ont un fils, Austin Jack Lynch, né en 1982.
Il entretient une relation amoureuse avec l'actrice Isabella Rossellini de 1986 à 1990.
Il est le compagnon de sa monteuse et productrice Mary Sweeney ; de cette relation naît un fils en 1992, Riley Sweeney Lynch. Il l'épouse en mai 2006. Le couple divorce en juin de la même année.
En 2009, il se marie pour la quatrième fois, avec l'actrice Emily Stofle, mère de son quatrième enfant, Lula, née en 2012. En 2023, Emily Stofle demande le divorce.

### Mort
En janvier 2025, David Lynch est contraint d'évacuer son domicile en raison des incendies qui ravagent Los Angeles. Souffrant d'emphysème pulmonaire, son état de santé s'aggrave brusquement à la suite de cette évacuation. Il meurt le 15 ou le 16 janvier 2025, à l'âge de 78 ans, des suites d'une crise cardiaque liée à une bronchopneumopathie chronique obstructive,. La nouvelle de son décès est annoncée le 16 janvier 2025, quelques jours avant ses 79 ans. Après sa crémation, ses cendres sont inhumées au Hollywood Forever Cemetery à Los Angeles,.

### Décorations françaises
- 2007 :  Officier de la Légion d'honneur[note 2]
  - 2002 :  Chevalier de la Légion d'honneur[note 3]

## Analyse de l'œuvre

### Univers
Le travail de David Lynch, qui met monde quotidien et imaginaire sur le même plan, est rebelle à toute étiquette.
Il développe, dans ses séries comme dans ses films, un univers surréaliste très personnel où se mêlent cinéma expérimental, cinéma de genre, arts graphiques et recherches novatrices, tant sur le plan dramaturgique que plastique (images hypnotiques, bande sonore inquiétante, goût du mystère, de la bizarrerie et de la difformité...). On note plusieurs références à la peinture (Jérôme Bosch, Edward Hopper, Francis Bacon...).
Si Elephant Man, Blue Velvet, Sailor et Lula et Une histoire vraie développent une histoire totalement ou globalement compréhensible, ses autres réalisations brisent les codes d'une narration cinématographique linéaire et conventionnelle,. Les lois du film noir en particulier sont utilisées, détournées puis finalement détruites : c'est le cas dans Twin Peaks: Fire Walk with Me (1992), Lost Highway (1997) et Mulholland Drive (2001). Ces deux derniers films sont représentatifs de la manière dont le cinéaste abandonne son intrigue à mi-parcours et passe dans un contexte bouleversé où les acteurs semblent interpréter des rôles différents et où les décors occupent une fonction nouvelle,. La lisibilité du récit est volontairement brouillée et une énigme irrésolue se dissémine dans un monde sophistiqué dans lequel le sens s'efface et la frontière entre réalité, cauchemar et hallucination disparaît.
Par ailleurs, Lynch n'hésite pas à manipuler certains clichés cinématographiques de manière subversive : dans Blue Velvet, il transforme en cauchemar l'idéalisme des années 1950 et le modèle dominant des banlieues cossues de la classe moyenne blanche. La série Twin Peaks s'amuse, quant à elle, à aller du mélo à l'angoisse, en passant par la comédie. Son cinéma, silencieux et anxiogène, mêle la violence, le macabre et le grotesque à une forme de normalité sociale et retranscrit la réalité profonde des fantasmes, en passant d'un monde lumineux à un univers nocturne où surgissent des pulsions refoulées,.

### Influences
Le désir de David Lynch de devenir réalisateur est né de sa découverte du cinéma surréaliste et expérimental, ainsi que de son enfance en milieu suburbain, qu’il décrivait comme à la fois paisible et troublante. Selon David Lynch, son travail se rapproche à plusieurs égards de celui de cinéastes et réalisateurs européens et il évoque son admiration pour des cinéastes tels que Federico Fellini, Werner Herzog, Alfred Hitchcock, Roman Polanski, Jacques Tati, Stanley Kubrick, Billy Wilder, Jean-Luc Godard ou Ingmar Bergman.
Boulevard du crépuscule de Wilder (1950) est l'un de ses films préférés, tout comme Lolita de Kubrick (1962), Les Vacances de monsieur Hulot de Tati (1953), Fenêtre sur cour d'Hitchcock (1954) et La Ballade de Bruno de Herzog (1977). Il cite également d'autres influences comme Le Carnaval des âmes de Herk Harvey (1962) et Deep End de Jerzy Skolimowski (1970).

« Je regarde le monde et je vois l'absurde tout autour de moi. Les gens font constamment des choses étranges, au point que pour la plupart on arrive à ne pas les voir. C'est pourquoi j'aime les cafés et les lieux publics — ce que je veux dire, c'est là qu'ils sont tous. »

Mais l'œuvre de David Lynch puise aussi ses sources dans la peinture, dont celle d'Edward Hopper, de Francis Bacon et Henri Rousseau : Hopper pour le thème de la solitude, Bacon pour les déformations de la chair, et Rousseau pour le thème du mystère, ainsi que d'autres artistes comme Edward Kienholz, Lucian Freud et David Hockney.

Parmi les œuvres littéraires qui l'ont marqué, David Lynch mentionne La Métamorphose de Kafka, ainsi que d'autres ouvrages comptant parmi ses favoris : Crime et châtiment de Dostoïevski, The Name Above the Title : An Autobiography de Frank Capra, The Art Spirit de Robert Henri, et Anonymous Photographs de Robert Flynn Johnson (en). En ce qui concerne Kafka, David Lynch a un temps travaillé, dès les années 1980, sur une adaptation au cinéma de La Métamorphose, sans que toutefois le projet aboutisse : 

« Une fois achevé le scénario d'une adaptation pour un long métrage, je me suis rendu compte que la beauté de Kafka est dans ses mots. Cette histoire est si emplie de mots qu'une fois le scénario fini, je me suis rendu compte qu'elle était meilleure sur le papier qu'elle ne pourrait jamais l'être sur pellicule. »

L'œuvre de David Lynch exerce à son tour une influence sur le cinéma contemporain, Serge Kaganski estimant en 2017 que « les visions de Lynch ont massivement influencé le cinéma et la création ces vingt dernières années. »

## Autres activités
Plus largement, outre la réalisation cinématographique, David Lynch explore depuis longtemps les arts plastiques dont la peinture et la lithographie, la photographie et la musique.
Depuis l'échec commercial du film Inland Empire, David Lynch a multiplié les activités dans des champs artistiques divers, poussé d'une part par une volonté d'expérimentation, et de l'autre pour assurer ses revenus financiers à la suite du ralentissement de son activité de cinéaste et au coût de sa fondation pour la méditation transcendantale.

### Arts graphiques

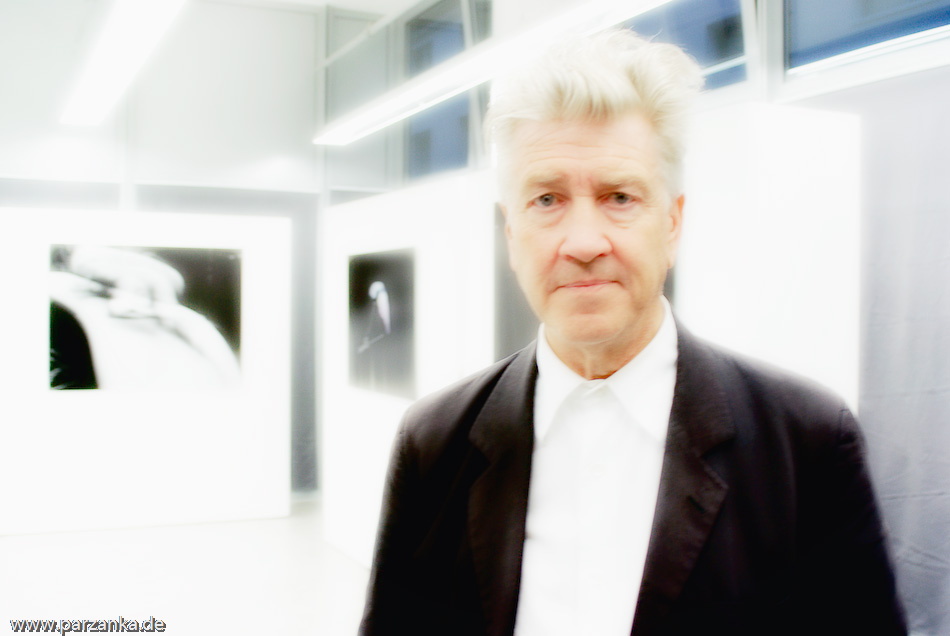
L'artiste à une exposition en Allemagne, en 2008.

David Lynch a publié de 1983 à 1992 The Angriest Dog in the World, une bande dessinée hebdomadaire au format comic strip dont seules les bulles de dialogue changent d'un épisode à l'autre, les cases restant identiques.
Lynch n'a jamais totalement abandonné la peinture et le dessin qu'il avait étudiés dans sa jeunesse. C'est pendant le montage du film[Lequel ?] que le directeur général de la Fondation Cartier pour l'art contemporain demande à voir ses travaux. Enthousiasmé, il programme une exposition à Paris qui ouvre en mars 2007 sous le titre « The Air Is on Fire » et regroupe photos, œuvres plastiques et sonores du réalisateur. Lors du vernissage, le 2 mars, Lynch donne devant un auditoire restreint un concert d'une trentaine de minutes avec Marek Zebrowski. Les deux hommes exécutent une improvisation aux synthétiseurs, d'après des écrits de Lynch lus entre les morceaux, et rassemblés sous le nom de Thoughts.

C'est à Paris également que Lynch conçoit une grande partie de son œuvre graphique. Lors de son exposition à la fondation Cartier, il découvre, à proximité, l'ancien atelier Mourlot, rue du Montparnasse, devenu Idem Paris (qui abrite les éditions Item), et où il élit domicile pour réaliser et imprimer ses lithographies, montages photo, etc. Il écrit à ce propos : 

« I see this incredible place, and I get the opportunity to work there. And this was like a dream! It just opened up this brand-new world of the lithography and the magic of lithography, the magic of the stones,. »

En 2012, il réalise un court métrage en vidéo noir et blanc intitulé Idem Paris, montrant le tirage de ses lithographies sur les presses de l'atelier.
Sa production graphique a notamment fait l'objet d'une exposition au musée du dessin et de l'estampe originale de Gravelines. En 2012, Lynch expose ses lithographies et ses courts métrages au FRAC Auvergne (Clermont-Ferrand), exposition qui donne lieu à la publication d'un livre et à l'acquisition d'un dessin et de six estampes pour la collection du FRAC.
En 2013, le centre de la gravure à La Louvière présente « Circle of Dreams - Estampes et courts métrages », un ensemble de lithographies et de courts métrages livrant une parcelle de l’univers du cinéaste, fait de rêves et d’angoisses.
Par son travail graphique, Lynch a l'impression de renouveler son processus créatif, comme s'il sentait qu'il était arrivé à une limite avec son œuvre cinématographique. Il crée dans l'atelier avec une pression moindre que lorsqu'il fait un film.
Si ses expositions voyagent dans le monde et si ses œuvres se vendent, Lynch semble néanmoins ne pas être encore totalement reconnu dans le milieu de l'art contemporain : selon Patrick Steffen, rédacteur en chef de la revue spécialisée Flash Art à Los Angeles, interrogé par Les Inrockuptibles, la curiosité pour ses travaux vient avant tout de sa notoriété en tant que cinéaste. Il est rarement cité dans les revues d'art contemporain et ses peintures n'auraient pas « la sophistication de ses films ».
Lynch a réalisé également des lithographies en hommage au cinéaste italien Federico Fellini.
En juin 2025, quelques mois après sa mort, une exposition autour de ses courts métrages et de ses lithographies est présentée à la galerie Duchamp, centre d'art contemporain de la ville d'Yvetot. Première exposition à titre posthume du cinéaste, elle est organisée avec son accord, Lynch s'amusant à présenter ses œuvres « au milieu des vaches ».

### Musique
Parmi ses passions, David Lynch compte aussi la musique, à laquelle il s'est souvent essayé, par exemple sur l'album Dark Night of the Soul, de Danger Mouse et Sparklehorse. Outre la musique de sa série Twin Peaks, écrite par Angelo Badalamenti mais à laquelle il participe, il réalise en 2001 l'album BlueBob (en), un album blues/rock industriel écrit et interprété avec John Neff. Deux des morceaux de l'album, Mountains Falling et Go Get Some, apparaissent dans son film Mullholland Drive. Tous les instruments sont joués par le duo, et Lynch est non seulement co-interprète, coproducteur et cocréateur des chansons, mais assure aussi le mixage et le design de l'album.
En 2010, il prend un tournant plus prononcé en sortant, sous son propre nom, deux titres à tonalité electro, sur un label indépendant, intitulés Good Day Today et I Know. Il lance même un grand concours ouvert aux cinéastes amateurs pour réaliser leur propre clip des titres, avec à la clé une récompense de 2 000 livres sterling pour les gagnants ; le concours est remporté par Arnold de Parscau, étudiant rennais.
Lynch crée aussi un nouveau site pour rassembler les meilleurs artistes émergents afin de soutenir les œuvres de sa fondation.
Il sort en 2011 son premier album solo, Crazy Clown Time et, en 2013, un album musical de tonalité blues, The Big Dream.
Le 10 juin 2013, le titre I'm Waiting Here, interprété par David Lynch et la chanteuse Lykke Li, est diffusé sur Internet.
Il remixe le titre de Mylène Farmer, Je te rends ton amour, pour l'album de cette dernière Remix XL paru en 2024.

### Publicité
David Lynch réalise, depuis le début des années 1990, une dizaine de spots publicitaires, entre autres pour PlayStation, Calvin Klein, Nissan, Barilla (Piazza Navona en 1993 avec Gérard Depardieu), ou encore Lady Dior (avec Marion Cotillard). En 1999, il se noue d’amitié avec Alain Bernard, producteur de la Pac, avec qui il réalise les films Opium d’YSL, l’Oréal avec Charlize Theron, Citroën avec Claudia Schieffer, les parfums Gucci, et quelques autres en embarquant dès que possible sur ses projets son musicien fétiche Angelo Badalamenti.

### Design
David Lynch a travaillé ensuite sur des projets très différents : il a réalisé une installation exposée en vitrine pour les Galeries Lafayette en 2009 intitulée Machines, Abstraction and Women, a dessiné une bouteille de champagne pour Dom Pérignon et conçu le design intérieur d'une boîte de nuit parisienne, le Silencio, 142 rue Montmartre. Il semble qu'il s'implique fortement dans ce genre de projets. Son entourage déclare qu'il ne s'y engage que s'il a « un coup de cœur » et qu'il a l'assurance de jouir d'une liberté de création totale.

### Littérature
En 2006, Lynch a écrit un court livre intitulé Mon histoire vraie, dans lequel il décrit ses processus créatifs, partage des anecdotes de sa carrière et expose les bienfaits qu’il a tirés de sa pratique de la méditation transcendantale. Dans l’introduction, il explique la métaphore qui se cache derrière le titre anglais (Catching the Big Fish) :

« Les idées sont comme des poissons.
Si vous voulez attraper de petits poissons, vous pouvez rester dans les eaux peu profondes. Mais si vous voulez attraper les gros poissons, vous devez aller plus en profondeur.
En profondeur, les poissons sont plus puissants et plus purs. Ils sont immenses, abstraits. Et ils sont très beaux. »

Le livre mêle une autobiographie non linéaire à des descriptions des expériences de Lynch lors de la méditation transcendantale. En anglais, Lynch a enregistré son livre dans une version audio.
En collaboration avec Kristine McKenna (en), il a également publié en juin 2018 un ouvrage hybride entre biographie et mémoires, intitulé L'Espace du rêve.

### Chaîne YouTube
Le 16 novembre 2018, il crée sa chaîne YouTube intitulée David Lynch's Theater, sur laquelle il publie sa première vidéo le 11 mai 2020, celle-ci étant le début d'une série de weather reports — pour la ville de Los Angeles aux États-Unis — sans interruption. En plus des weather reports quotidiens, Lynch y publie également des courts métrages — inédits ou sortis par le passé — comme Fire (Pozar) ou Rabbits, des présentations de son travail dans une série intitulée What Is David Working on Today?, des conseils de bricolage et de couture, des interviews où il répond aux questions de ses fans, ainsi que, à partir de la période de pandémie de Covid-19 en 2020, un tirage au sort de numéro entre 1 et 10, Today's Number is…. Ces tirages de numéros du jour ainsi que les compte-rendus météo cessent en décembre 2022.

## Engagements divers

### Méditation transcendantale

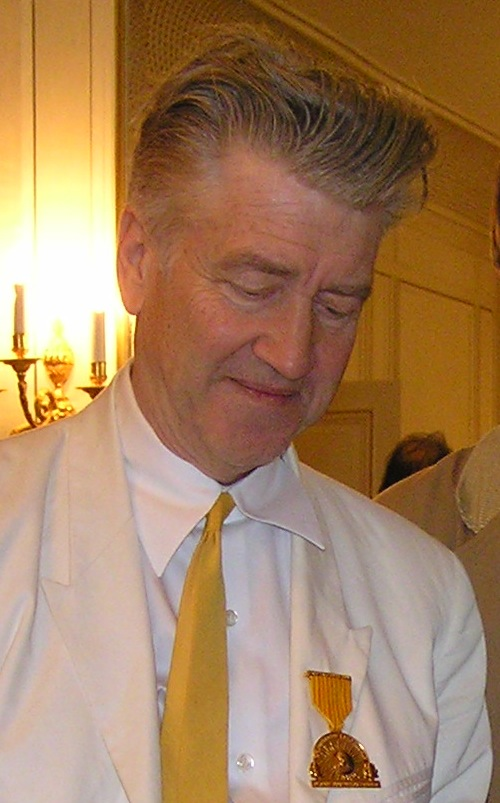
David Lynch en dédicace de son livre Mon histoire vraie à Paris à l'occasion de sa tournée mondiale en 2007.

David Lynch apprend la technique de méditation transcendantale en juillet 1973, et la pratique régulièrement depuis,,. Il évoque dans son livre, Mon histoire vraie (Catching the Big Fish), l'impact de cette technique sur son processus créatif.
En 2005, il crée la Fondation David-Lynch pour la paix mondiale et une éducation fondée sur la conscience, pour procurer des bourses de financement aux lycéens, étudiants et autres populations dites « à risque », intéressés par l'apprentissage de la méditation transcendantale et pour financer la recherche sur la technique et ses effets sur l'apprentissage.
Il assiste à la crémation de Maharishi Mahesh Yogi en Inde en 2008. En 2009, il se rend une nouvelle fois en Inde pour effectuer des interviews de personnes ayant côtoyé Maharishi Mahesh Yogi dans le but de réaliser un documentaire biographique,.
Le 18 avril 2010, à l'occasion du cinquantième anniversaire de la première venue en France de Maharishi Mahesh Yogi, le cinéaste donne une conférence de presse à Lille pour parler des bénéfices que l'on pourrait attendre de la méditation transcendantale pour lutter contre la violence à l'école, une démarche qu'il souhaiterait expérimenter en France dans une dizaine d'établissements scolaires de banlieue,,.
David Lynch a aussi donné une série de conférences en faveur de la méditation transcendantale dont des séquences ont été filmées et réunies par la Fondation David-Lynch dans un documentaire de 2012, Meditation, Creativity, Peace.
David Sieveking, réalisateur du documentaire de 2010 David et les yogis volants, porte un regard critique sur Lynch autant que sur les rajas, responsables nationaux du mouvement de méditation transcendantale.

### Attentats du 11 septembre 2001
Dans un entretien diffusé le 3 décembre 2006 dans l'émission Wereldgasten sur la chaîne de télévision hollandaise VPRO, puis dans l'émission de radio d'Alex Jones aux États-Unis, David Lynch affiche sa perplexité quant à l'explication gouvernementale des attentats du 11 septembre 2001 sans lui préférer pour autant d'autres théories : « Il y a beaucoup de questions, et il n'y a pas de réponse. »

### Élections présidentielles
Le 29 mars 2016, il soutient le candidat démocrate Bernie Sanders pour l'élection présidentielle américaine de 2016, via un message posté sur Twitter,.

## Filmographie

### Longs métrages
- 1977 : Eraserhead (initialement distribué en France sous le titre Labyrinth Man)
- 1980 : Elephant Man (The Elephant Man)
- 1984 : Dune
- 1986 : Blue Velvet
- 1990 : Sailor et Lula (Wild at Heart)
- 1992 : Twin Peaks: Fire Walk with Me (initialement distribué en France sous le titre Twin Peaks : Les 7 Derniers jours de Laura Palmer)
- 1997 : Lost Highway
- 1999 : Une histoire vraie (The Straight Story)
- 2001 : Mulholland Drive
- 2006 : Inland Empire
- 2014 : Twin Peaks : Les pièces manquantes du dossier (midquel à Twin Peaks : Fire Walk With Me composé à partir de scènes coupées du film précèdent, parut en anglais sous le titre : Twin Peaks : The Missing Pieces).

### Courts métrages (sélection)
- 1967 : Six Figures Getting Sick (animation)
- 1968 : The Alphabet (animation)
- 1970 : The Grandmother (moyen métrage)
- 1973 : The Amputee (court métrage de 4 min en 1/2" vidéo noir et blanc)
- 1988 : Les Français vus par les Français - segment The Cowboy and the Frenchman (court métrage de 22 min en 35 mm couleurs)
- 1990 : Industrial Symphony No. 1: The Dream of the Broken Hearted[note 7] (en collaboration avec Angelo Badalamenti)
- 1995 : Lumière et Compagnie - segment Lumière (Premonition following an Evil Deed)
- 2002 : Darkened Room
- 2002 : Industrial Soundscape
- 2004 : Bug Crawls
- 2007 : Steps[119]
- 2007 : Out Yonder
- 2007 : Boat
- 2007 : Chacun son cinéma - segment Absurda
- 2007 : Ballerina
- 2010 : Lady Blue Shanghai
- 2011 : I Touch A Red Button Man (sur une bande son d'Interpol)
- 2011 : The 3 Rs (film d'ouverture du festival international du film de Vienne[120])
- 2012 : Idem Paris, court métrage documentaire sur la lithographie
- 2015 : Fire (Pozar)[121]
- 2017 : Qu'a fait Jack ? (What Did Jack Do?)
- 2017 : David Lynch's Comic-Con Message (vidéo promotionnelle pour la saison 3 de Twin Peaks[122])
- 2018 : Ant Head
- 2020 : The Story of a Small Bug[123]
- 2020 : The Adventures of Alan R.
- 2020 : I Have a Radio

### Compilation
- 2014 : Twin Peaks : Les Pièces manquantes du dossier (Twin Peaks: The Missing Pieces), compilation de scènes inédites de Twin Peaks: Fire Walk with Me

### Séries
- 1990-1991 : Twin Peaks (saisons 1 et 2 sur ABC d'avril 1990 à juin 1991)
- 1990 : American Chronicles
- 1992 : On the Air
- 1993 : Hotel Room (épisodes Blackout et Tricks)
- 2002 : Rabbits (disponible sur sa chaîne YouTube)
- 2002 : Dumbland (8 épisodes) - dessin animé
- 2017 : Twin Peaks: The Return (saison 3)
- 2018 : Boris Bunny (1 épisode) - animé Channel 101 (en)

### Acteur ou contributions diverses
En plus de ses multiples fonctions derrière la caméra (compositeur, monteur, mixeur, décorateur, animateur, producteur, scénariste, cadreur, ingénieur du son, réalisateur), David Lynch est aussi acteur. Il se met lui-même en scène dans la série Mystères à Twin Peaks et le film homonyme, où il tient le rôle de l'agent Gordon Cole, dont la particularité est d'être malentendant.
Il collabore également avec d'autres réalisateurs, comme Tina Rathborne (en) (Zelly and Me, 1988), Michael Almereyda, en endossant le rôle d'un réceptionniste d'une morgue dans Nadja (1994), puis dans Midnight Movies: From the Margin to the Mainstream (en), un documentaire réalisé en 2006 par Stuart Samuels. Dans The Cleveland Show, série créée par Seth MacFarlane, Lynch prête sa voix au barman Gus, personnage lui ressemblant étrangement.
- 2010 : 2012: Time For Change, documentaire de João Amorim
- 2012 : Intervention en tant qu'ami dans le film documentaire Harry Dean Stanton : Partly Fiction de Sophie Huber[124]
- 2013 : Participation pour 3 épisodes de la saison 3 de Louie, série du comédien Louis C.K.
- 2017 : Interprète le rôle de Howard dans Lucky, film de John Carroll Lynch
- 2022 : Interprète le rôle de John Ford dans la dernière scène de The Fabelmans, film de Steven Spielberg

### Clips
- 1995 : Longing 〜setsubou no yoru〜 de X Japan
- 2009 : Shot in the Back of the Head de Moby
- 2013 : Came Back Haunted de Nine Inch Nails

### Collaborations récurrentes
Des acteurs et professionnels du cinéma et du monde artistique ont collaboré de façon récurrente avec David Lynch ; ainsi du compositeur Angelo Badalamenti, de son ex-épouse la monteuse et productrice Mary Sweeney, ou des acteurs Harry Dean Stanton, Jack Nance, Kyle MacLachlan, Naomi Watts, Isabella Rossellini, Grace Zabriskie et Laura Dern.

### Musiciens dans le cinéma de Lynch
À plusieurs reprises, Lynch a inclus dans ses films des musiciens célèbres.
- Dans Dune, le chanteur Sting joue un rôle de méchant.
- Dans Sailor et Lula, le musicien John Lurie joue le rôle de Sparky.
- Dans Twin Peaks: Fire Walk with Me, le chanteur Chris Isaak joue un des agents du FBI ; dans le même film apparaît David Bowie parmi l'équipe du FBI dirigée par le personnage de Lynch ; Bowie également visible dans deux épisodes de la saison 3 de Twin Peaks.
- Dans Lost Highway, Henry Rollins joue le rôle d'un gardien de prison et le réalisateur fait apparaître en guest Marilyn Manson et Twiggy Ramirez dans les rôles secondaires de deux pornstars.
- Dans Mulholland Drive, Angelo Badalamenti interprète Luigi Castigliane, et il joue le pianiste dans Blue Velvet.

## Discographie

### Albums
- 2001 : BlueBOB (en) en duo avec John Neff. Label : Solitude Records
- 2011 : Crazy Clown Time
- 2013 : The Big Dream (en)

### Singles
- 2007 : Ghost of Love[132]
- 2010 : Good Day Today

### Albums en collaboration avec d'autres artistes
- 1998 : Lux Vivens (Living Light): The Music Of Hildegard Von Bingen en duo avec Jocelyn Montgomery. Label : Mammoth Records / PolyGram Music
- 2008 : Polish Night Music (en) (avec Marek Żebrowski)
- 2012 : Thought Gang (en) avec Angelo Badalamenti
- 2024 : Cellophane Memories (en) avec Chrysta Bell ; label : Sacred Bones Records

### Bandes-son avec d'autres artistes
- Eraserhead: Original Soundtrack avec Alan Splet, 1982
- David Lynch's Mulholland Drive: Music from the Motion Picture avec Angelo Badalamenti, 2001
- The Air Is on Fire (album) (en), 2007
- David Lynch's Inland Empire: Soundtrack, 17 pistes, divers artistes, 2007
- Twin Peaks Music: Season Two Music and More (en), avec Angelo Badalamenti, 2007
- The Twin Peaks Archive, avec Angelo Badalamenti, 2011

### Autres projets musicaux
- 1982 : Eraserhead en duo avec Alan Splet. Label : Alternative Tentacles / I.R.S.
- 1990 : Industrial Symphony No. 1: The Dream of the Broken Hearted en duo avec Angelo Badalamenti
- 2003 : BlueBob (en) en duo avec John Neff. Label : Solitude Records
- 2007 : The Air is on Fire: Soundscape (en), Fondation Cartier pour l'art contemporain. Label : Strange World Music
- 2009 : Dark Night of the Soul : illustration photographique et participation vocale à certains titres (Star eyes et Dark night of the soul) de l'album réalisé en collaboration par Danger Mouse et Mark Linkous de Sparklehorse
- 2011 : This Train (avec Chrysta Bell)
- 2019 : Fire is Coming (single avec Flying Lotus issu de son album Flamagra)
- 2021 : David Lynch réalise le clip du titre I Am the Shaman (en) du musicien Donovan[133].

## Distinctions
Cette section récapitule les principales récompenses et nominations obtenues par David Lynch. Pour une liste plus complète, consulter IMDb.

### Récompenses
- Festival international du film fantastique d'Avoriaz 1978 : Antenne d'or pour Eraserhead
- Festival international du film fantastique d'Avoriaz 1981 : Grand prix pour Elephant Man
- César du cinéma 1982 : César du meilleur film étranger pour Elephant Man
- Prix du Syndicat Français de la Critique de Cinéma 1982 : Meilleur film étranger pour Elephant Man
- Festival international du film de Catalogne 1986 : Meilleur film pour Blue Velvet
- Festival international du film fantastique d'Avoriaz 1987 : Grand prix pour Blue Velvet
- Saturn Awards 1993 : Life Career Award
- Festival de Cannes 1990 : Palme d'or pour Sailor et Lula
- Prix du cinéma européen 1999 : Meilleur film non-européen pour Une histoire vraie
- Festival de Cannes 2001 : Prix de la mise en scène pour Mulholland Drive
- César du cinéma 2002 : César du meilleur film étranger pour Mulholland Drive
- Festival international du film de Stockholm 2003 : Prix spécial pour l'ensemble de sa carrière
- Mostra de Venise 2006 : Lion d'or d'honneur pour l'ensemble de sa carrière
- Oscars 2020 : Oscar d'honneur pour l'ensemble de sa carrière

### Nominations et sélections
- Oscars 1981 : meilleur réalisateur et meilleur scénario adapté pour Elephant Man
- Golden Globes 1981 : meilleur réalisateur pour Elephant Man
- BAFTA Awards 1981 : meilleur réalisateur et meilleur scénario pour Elephant Man
- Directors Guild of America Awards 1981 : meilleur réalisateur de film pour Elephant Man
- Writers Guild of America Awards 1981 : meilleur scénario adapté pour Elephant Man
- Prix Hugo 1985 : meilleur film pour Dune
- Oscars 1987 : meilleur réalisateur pour Blue Velvet
- Golden Globes 1987 : meilleur scénario pour Blue Velvet
- Independent Spirit Awards 1987 : meilleur réalisateur et meilleur scénario pour Blue Velvet
- Writers Guild of America Awards 1987 : meilleur scénario original pour Blue Velvet
- Primetime Emmy Awards 1990 : meilleure série, meilleure réalisation et meilleur scénario pour une série télévisée dramatique pour Twin Peaks
- Ruban d'argent 1991 : meilleur réalisateur de film étranger pour Sailor et Lula
- Festival de Cannes 1992 : sélection officielle pour Twin Peaks: Fire Walk with Me
- Saturn Awards 1993 : meilleur scénario pour Twin Peaks: Fire Walk with Me
- Festival de Cannes 1999 : sélection officielle pour Une histoire vraie
- Film Independent's Spirit Awards 2000 : meilleur réalisateur pour Une histoire vraie
- Festival de Cannes 2001 : sélection officielle pour Mulholland Drive
- Oscars 2002 : meilleur réalisateur pour Mulholland Drive
- Golden Globes 2002 : meilleur réalisateur et meilleur scénario pour Mulholland Drive
- Saturn Awards 2002 : meilleur réalisateur pour Mulholland Drive
- Prix Edgar-Allan-Poe 2002 : meilleur film pour Mulholland Drive
- Ruban d'argent 2002 : meilleur réalisateur de film étranger pour Mulholland Drive
- Primetime Emmy Award 2018 : meilleure réalisation et meilleur scénario pour une mini-série ou un téléfilm pour Twin Peaks: The Return

## Publications
- Avec Nicolas Richard (trad. de l'anglais), Mon histoire vraie (Catching the Big Fish) : méditation, conscience et créativité, Paris, Sonatine, 24 avril 2008, 156 p. (ISBN 978-2-35584-009-8)
- Avec Chris Rodley et Serge Grüneberg (trad. de l'anglais), David Lynch : entretiens avec Chris Rodley, films, photographies, peintures, Paris, Cahiers du cinéma, 24 octobre 2004, 224 p. (ISBN 2-86642-371-2 et 978-2866423711)
- (en) Avec Chris Rodley, Lynch on Lynch (revised edition), New York, Faber and Faber, 2005 (ISBN 978-0-571-22018-2)
- The Air is on Fire (catalogue d'exposition + 2 CD), Paris, coédition Fondation Cartier pour l’art contemporain / Éditions Xavier Barral, 2007  (ISBN 978-2-7427-6496-9)
- Works on paper, publié à la suite de l'exposition « David Lynch, The Air is on Fire » à la fondation Cartier, Steidl, 2011
- David Lynch et Kristine McKenna (en), L'Espace du rêve [« Room to Dream »], trad. de Carole Delporte et Johan Frederik Hel Guedj, Paris, Éditions JC Lattès, 2018, 600 p.  (ISBN 978-2-7096-5624-5)